# Kaitlin Olson
Kaitlin Willow Olson (Portland, 18 augustus 1975) is een Amerikaanse actrice. 
Olson is vooral bekend als het personage Dee Reynolds in de komische serie It's Always Sunny in Philadelphia. In 2008 trouwde ze met Rob McElhenney, een van de hoofdrolspelers en bedenkers van de serie.

## Carrière
Olson werd in 1975 geboren in Portland (Oregon). Haar vader was van 2000 tot 2001 de uitgever van de krant Portland Tribune. Tot haar achtste woonde ze met haar familie in Vashon. De rest van haar jeugd bracht ze door op een boerderij in Tualatin. Als kind had ze een ernstig ongeval met de fiets, wat resulteerde in een schedelbreuk.
Olson studeerde aan de Universiteit van Oregon en behaalde in 1997 een bachelor in de richting theaterkunsten. Na haar studies verhuisde ze naar Los Angeles om een acteercarrière uit te bouwen. In de stad sloot ze zich aan bij het improvisatiegezelschap The Groundlings. In haar beginjaren als actrice had ze gastrollen in komische films en series als Coyote Ugly (2000), Curb Your Enthusiasm (2000–) en The Drew Carey Show (2002–2004).
In 2004 werd ze gecast als het hoofdpersonage Dee Reynolds in de komische serie It's Always Sunny in Philadelphia. Vier jaar later huwde ze met haar medespeler en bedenker van de serie Rob McElhenney. In zowel 2010 als 2012 beviel ze van een zoon.
In 2014 werkte ze mee aan twee afleveringen van het vierde seizoen van New Girl. Sinds 2017 vertolkt Olson ook de hoofdrol in de Fox-serie The Mick.
Naast acteren doet Olson ook stemmenwerk in animatiefilms en series. Zo werkte ze mee aan de Disney-film Finding Dory (2016) en enkele afleveringen van Family Guy (2011), Bob's Burgers (2015) en The Simpsons (2016).

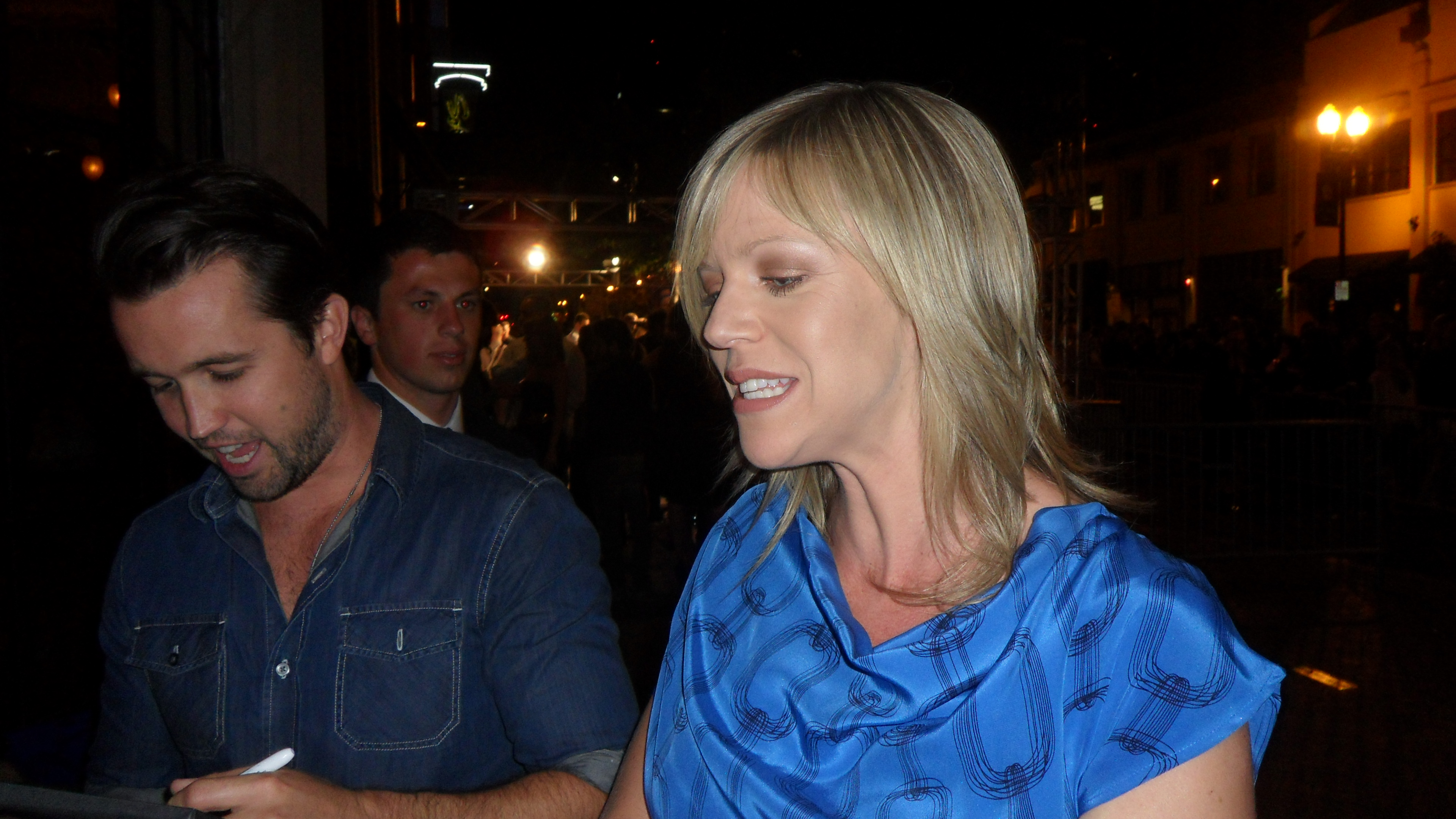
Kaitlin Olson met haar echtgenoot
Rob McElhenney (2010)

## Filmografie

### Film
- Eyes to Heaven (2000)
- Jacks (2000)
- Coyote Ugly (2000)
- Meet the Marks (2002)
- Weather Girl (2009)
- Leap Year (2010)
- Held Up (2010)
- The Heat (2013)
- Vacation (2015)
- Finding Dory (2016) (stem)
- Arizona (2018)
- Incoming (2024)

### Televisie (selectie)
- High Potential  (2024-heden)
- Curb Your Enthusiasm (2000–heden)
- The Drew Carey Show (2002–2004)
- Miss Match (2003)
- It's Always Sunny in Philadelphia (2005–heden)
- The Riches (2007)
- Family Guy (2011) (stem)
- Unsupervised (2012)
- Brickleberry (2012)
- New Girl (2014–2015)
- Bob's Burgers (2015) (stem)
- The Simpsons (2016) (stem)
- The Mick (2017–heden)
- Harvey Girls Forever! (2018-2020)